# Ophiorrhiza polytricha
Ophiorrhiza polytricha är en måreväxtart som beskrevs av Theodoric Valeton. Ophiorrhiza polytricha ingår i släktet Ophiorrhiza och familjen måreväxter. Inga underarter finns listade i Catalogue of Life.